# Cryptoconchus floridanus
Cryptoconchus floridanus is een keverslakkensoort uit de familie van de Acanthochitonidae. De wetenschappelijke naam van de soort is voor het eerst geldig gepubliceerd in 1889 door Dall.